# Гребенщиков, Константин Трофимович
Константи́н Трофи́мович Гребе́нщиков (род. 2 января 1990, Килинск, Кемеровская область) — российский легкоатлет, специализирующийся в беге на 400 метров с барьерами. Трёхкратный чемпион Сурдлимпийских игр (2013, 2017). Чемпион мира 2016 года.
Действующий мировой рекордсмен среди юношей на дистанции 400 метров с барьерами — 55.08.

## Биография
Представляет клуб «ЦСП72».
В 2009 году на Сурдлимпиаде в Тайбее 19-летний Константин Гребенщиков на дистанции 400 метров с барьерами занял 4 место с результатом 55,08 сек, а в эстафете 4×400 метров выиграл бронзовую медаль.
В 2013 году на Сурдлимпиаде в Софии выиграл золотую медаль в беге на 400 метров с барьерами, установив новый рекорд России — 52.19. Свою вторую медаль Константин взял в эстафете 4×400 метров, где российская команда установила мировой рекорд.
В 2015 году на чемпионате Европы в Быдгоще стал двукратным серебряным призёром, финишировав вторым в беге на 400 м с барьерами и эстафете 4×400 м. В дисциплине 400 м с барьерами он показал время 52.95 сек, уступив другому российскому атлету Алану Тыщенко, его время — 52.69 сек.
В 2016 году на чемпионате мира в Стара-Загоре Гребенщиков завоевал золотую и бронзовые медаль.
В 2017 году на Сурдлимпийских играх в Самсуне завоевал золотую медаль в эстафете и серебряную на дистанции 400 м с/б.